# Valentin Vrbnik
Vrbnik Valentin, slovenski kipar, * 1714, Kranj, † 16. julij 1799, Kranj.
Vrbnik Valentin je vodil znano Gorenjsko kiparsko delavnico v 2. polovici 18. stoletja v Kranju. Opremljal je cerkve po Gorenjskem in v Zasavju. Leta 1757 je napredil oltar sv. Rešnjega telesa za cerkev v Naklem, leta 1762 oltar sv. Andreja za cerkev v Zbiljah, leta 1765 glavni oltar za cerkev v Valburgi, 1777 stranska oltarja cerkvi svete Neže na Golčaju.  Pripisuje se mu še nekaj oltarjev, ki pa niso podpisani. Skupaj naj bi ustvarjal, po sedaj znanih podatkih, na okoli 50 lokacijah. 